# Mount Agassiz (Utah)
Mount Agassiz ist ein Berg in den Uinta Mountains, Utah. Er ist 3788 m hoch und wurde nach Louis Agassiz, einem Schweizer Paläontologen, Glaziologen und Geologen benannt.